# 청운각
청운각(靑雲閣)은 대한민국 경상북도 문경시에 위치한 하숙집이다.
박정희가  교사로 재직하던 1937년 4월부터 1940년 3월까지 거처했던 하숙집으로 알려져있으며, 현재는 문경시가 관리를 맡고 있다.